# Le Haut-Corlay
Le Haut-Corlay (tiếng Breton: Ar Gozh-Korle) là một xã của tỉnh Côtes-d’Armor, thuộc vùng Bretagne, tây bắc Pháp.

## Dân số
Người dân ở Le Haut-Corlay được gọi là Haut-Corlaysiens.